# Autenhausen

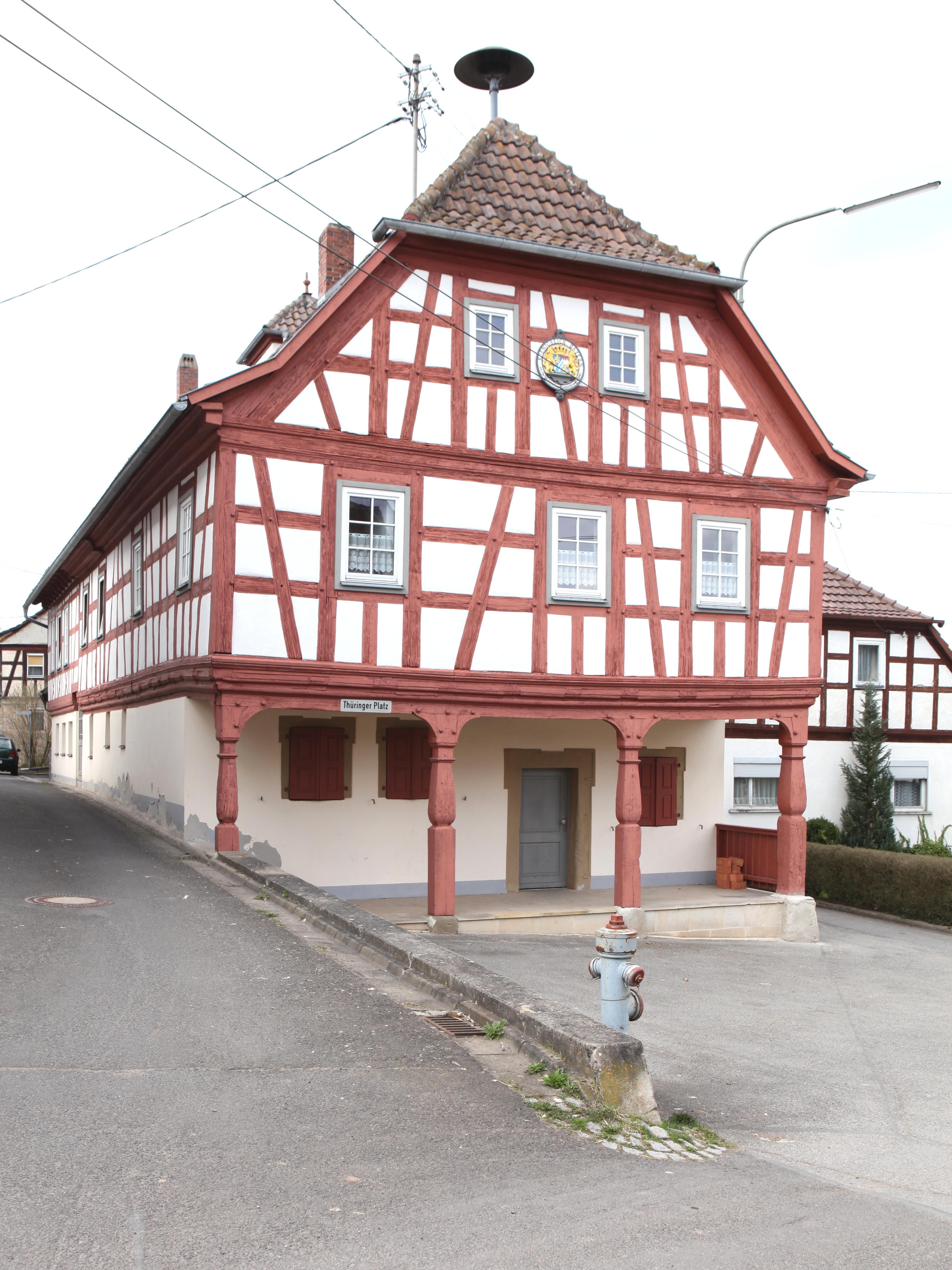
Gemeindehaus

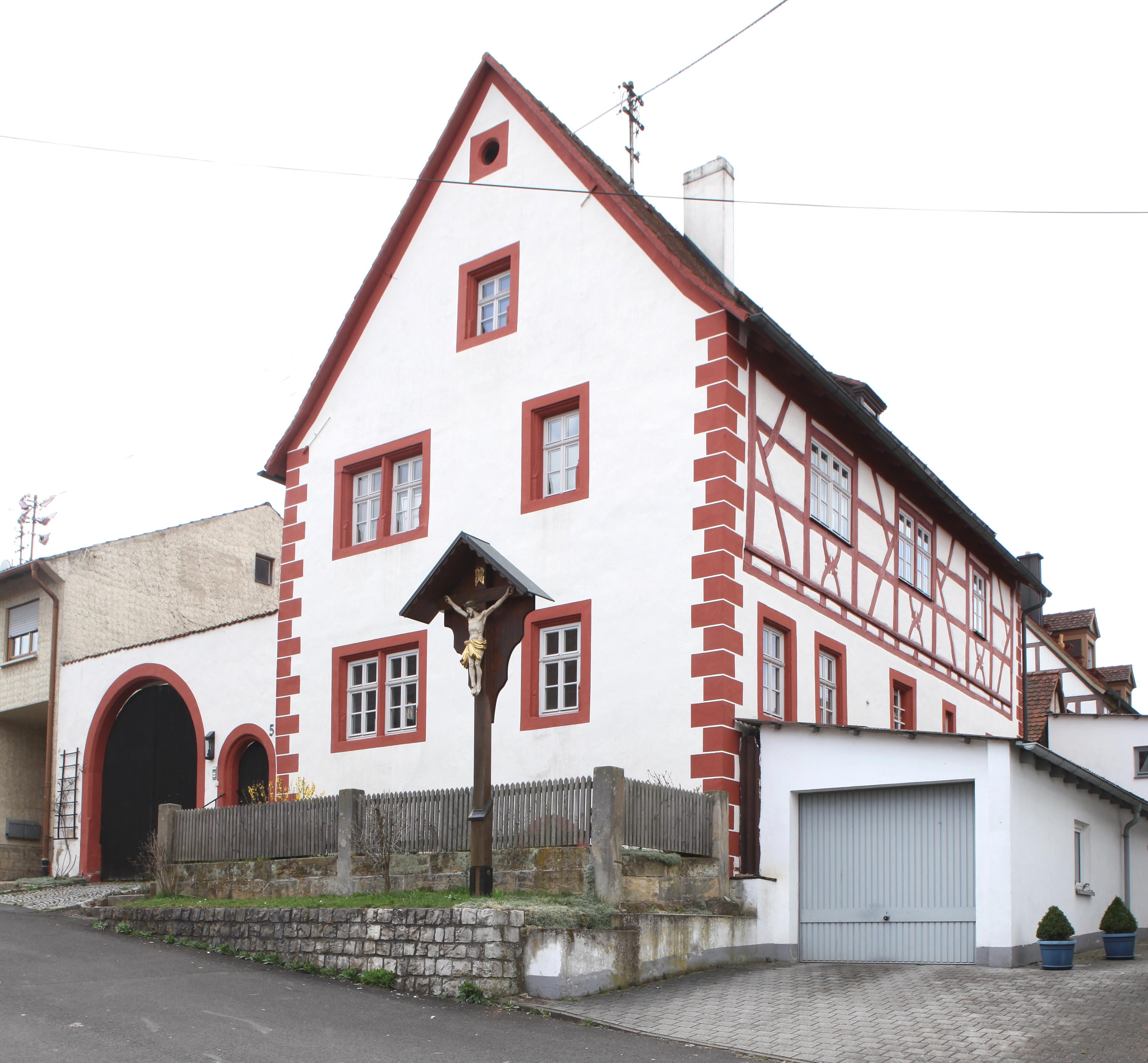
Pfarrhof, ehemaliges Jagdhaus des Klosters Langheim

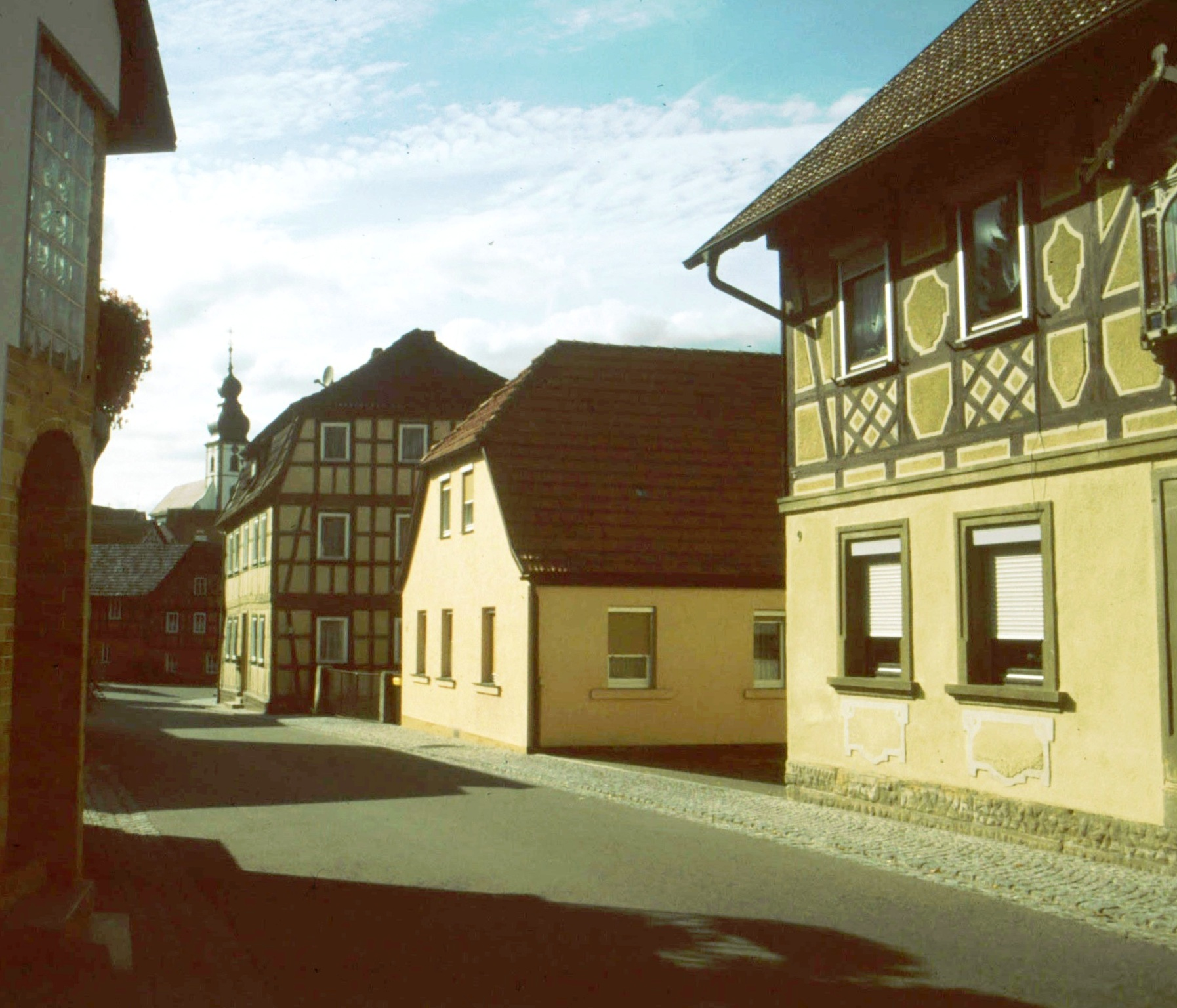
Autenhausen mit Kirchturm, Fachwerk- und Halbwalmdachbauten

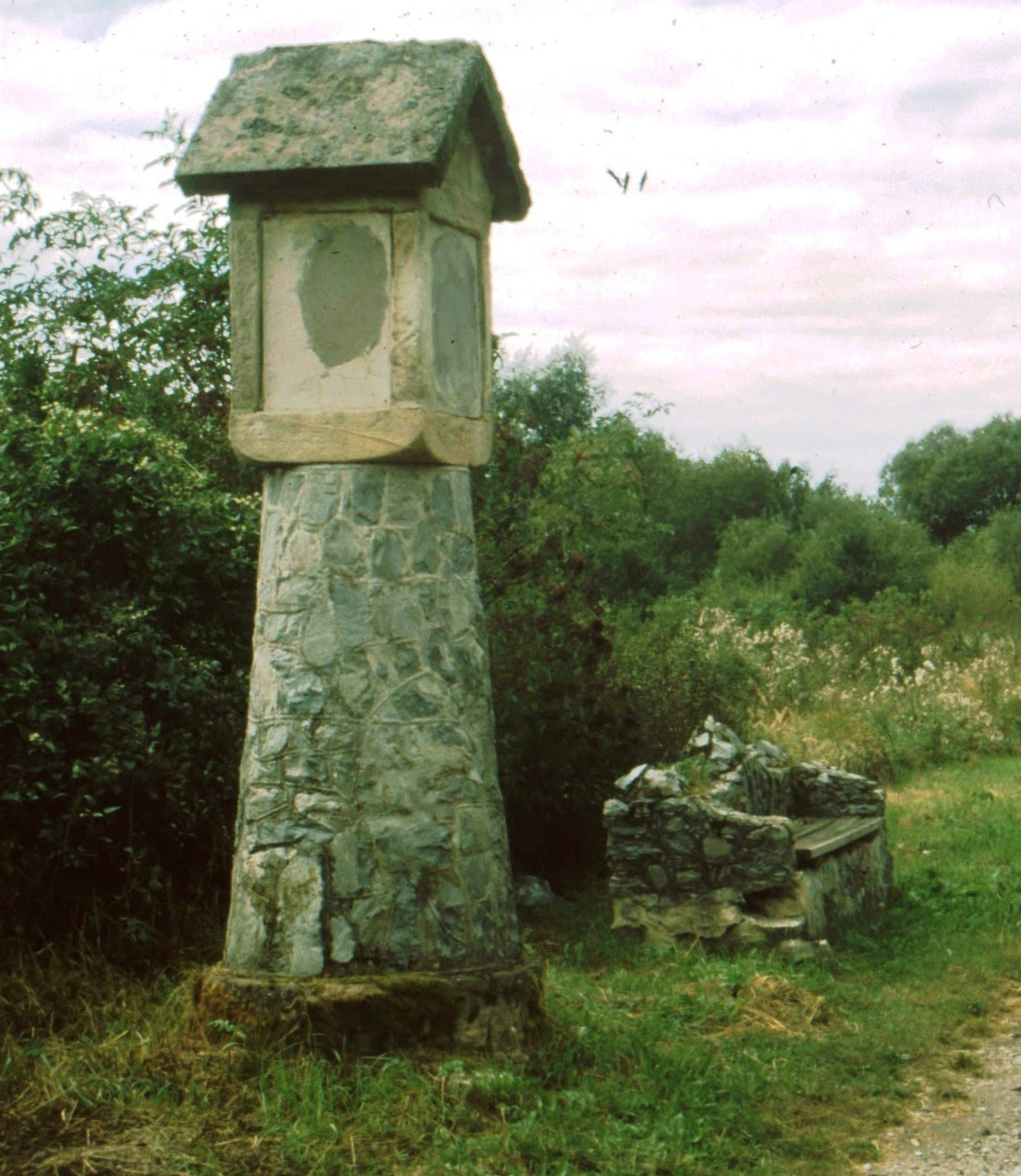
Gedenkstein an der ehemaligen innerdeutschen Grenze an der Straße Autenhausen-Lindenau

Autenhausen ist ein Gemeindeteil der Stadt Seßlach im Landkreis Coburg im bayerischen Regierungsbezirk Oberfranken.

## Lage
Der Ort liegt im Norden Bayerns an der Staatsstraße 2204. In der Nähe des Ortes verlief nach dem Zweiten Weltkrieg in nordöstlicher Richtung die Grenze zur sowjetisch besetzten Zone und später zur DDR. Heute führt wieder eine Straße, die L 1135, zum Nachbarort Lindenau in Thüringen, der zur Stadt Heldburg gehört.

## Geschichte
Autenhausen wurde vor 956 erstmals urkundlich im Rahmen eines Gütertauschs des Würzburger Bischofs Poppo und des Fuldaer Abts Hadamar erwähnt. Der Ort war zusammen mit seiner Filiale Gleismuthhausen als Schenkung an das Kloster Fulda gekommen. Ab dem 13. Jahrhundert kam er in den Besitz der Zisterzienser von Kloster Langheim im Bistum Bamberg und verschiedener Adelsgeschlechter, zuletzt der Freiherren von Lichtenstein-Lahm und von Stein zu Altenstein, verwaltet durch das Klosteramt in Tambach. Im Laufe der Geschichte lassen sich verschiedene Ortsbezeichnungen des wegen seiner Klosteranbindung „Mönchsdorf“ genannten Autenhausens ausmachen: „Atinhuson“, „Altenhusyn“, „Altungehuson“ und „Alterhuson“, nach 1450 und ab dem 17. Jahrhundert durchgängig „Autenhausen“.
Als Filiale der Pfarrei Seßlach im Bistum Würzburg wurde Autenhausen 1590 eine eigene Pfarrei. Sie bildete zwischen den Bistümern Würzburg und Bamberg, in dessen Territorium das Kloster Langheim lag, einen Zankapfel, bis das Reichskammergericht in Speyer im April 1617 entschied, dass der Klosterhof Tambach mit all seinen Dörfern (neben Autenhausen die Mönchsdörfer Neundorf, Altenhof, Witzmannsberg, Krumbach, Oberelldorf und Rothenberg) und Untertanen „fortan von Würzburg gelöst“ sei und zu Bamberg gehöre. Autenhausen unterstand auf weltlichem Gebiet nun nicht mehr dem Würzburger Vogt von Seßlach, blieb aber Würzburger Pfarrei. Erst am 26. August 1828 wurde die Pfarrei Autenhausen mit Gleismuthhausen endgültig dem Erzbistum Bamberg zugeordnet.
Nach der Säkularisation, in der auch das Klosteramt Tambach aufgelöst wurde, gehörte Autenhausen von 1803 bis 1805 zum Kurfürstentum Bayern und 1806 zur neu gebildeten Grafschaft Ortenburg-Tambach (mit Sitz auf Schloss Tambach). Diese gehörte ab Ende 1806 zum Großherzogtum Würzburg, das 1814 wieder bayerisch wurde, während die Grafen bis 1848 Grundherren blieben. 1845 stattete Graf Franz Carl Ortenburg-Tambach mit seiner Frau Autenhausen einen Besuch ab.
Nachdem am 1. Juli 1667 der Abt des Klosters Langheim, Alberich Semmelmann, einen Schutzbrief ausgestellt hatte, siedelten sich fünf jüdische Familien in Autenhausen an. 1816 lebten 85 jüdische Einwohner in dem Ort. Die jüdische Gemeinde von Autenhausen besaß eine Synagoge. Die erste war 1756 gebaut worden und die zweite von 1828 bis etwa 1840. Nach dem Verkauf 1928 folgte der Abbruch. Außerdem hatte die Gemeinde eine Mikwe (heute eine Ruine) von 1756 und eröffnete 1898 eine jüdische Elementarschule. 1839 wurde an einer Anhöhe rechts der Straße in Richtung des heutigen Seßlacher Ortsteils Gemünda der jüdische Friedhof angelegt. Zu dieser Zeit betrug der Anteil der jüdischen Bevölkerung in Autenhausen circa ein Viertel. Die letzten beiden jüdischen Familien verließen nach einem brutalen Überfall in der Nacht vom 3. auf 4. November 1923 ihre Heimat. Zirka 20 bewaffnete, rechtsradikale und judenfeindliche Mitglieder der Grenzschutzes Nordbayern hatten die Männer schwer verletzt und die Häuser sowie Viehställe geplündert. Von den 15 Angeklagten verurteilte das  Schöffengericht in Bamberg den Anführer Wolfgang Götze zu drei Jahren und zwei weitere Angeklagte zu mehrmonatigen Freiheitsstrafen.
1933 hatte Autenhausen 294 Einwohner. Nach dem Zweiten Weltkrieg wurden in den Ort Flüchtlinge und Vertriebene insbesondere aus den Ostgebieten eingewiesen, die in der Folgezeit mehrheitlich wieder abgewandert sind. Der damalige katholische Ortspfarrer Josef Fußeder, der 1944 bis 1964 in Autenhausen wirkte, setzte sich sehr für die Einquartierten ein.
Durch die nahe innerdeutsche Grenze war der Ort während der Zeit des Kalten Krieges und des Eisernen Vorhangs bis 1989 von seinem thüringischen Hinterland abgeschnitten. An der Straße zwischen Autenhausen und Lindenau erinnert noch ein Grenzstein an die ehemalige Grenze zur DDR.
Am 1. Juli 1972 wurde der Landkreis Staffelstein aufgelöst. Seitdem liegt Autenhausen im Landkreis Coburg. Im Zuge der bayerischen Gebietsreform verlor Autenhausen am 1. Mai 1978 seine Selbstständigkeit als Gemeinde und wurde ein Gemeindeteil der Stadt Seßlach.

## Einwohnerentwicklung
| Jahr | Einwohnerzahl |
| ---- | ------------- |
| 1871 | 00000317      |
| 1900 | 00000294      |
| 1925 | 00000284      |
| 1950 | 00000414      |
| 1970 | 00000380      |
| 1987 | 00000391      |
| 2015 | 00000312      |
| 2025 | 00000276      |

## Sehenswürdigkeiten
- Die barocke Pfarrkirche St. Sebastian
- Im Ort gibt es einige Fachwerkbauten und Halbwalmdachhäuser (siehe auch: Kommunbrauhaus (Autenhausen)).
- Eine Rokoko-Sandsteinfigur der Maria Immaculata stammt von 1749.

## Infrastruktur
- Freibad
- Campingplatz

## Persönlichkeiten
- Heinrich Eckstein (* 19. Mai 1907 in Autenhausen; † 6. August 1992 in Aschaffenburg), Landwirt und Politiker
- Abraham Friedmann (* 11. Juli 1873 in Autenhausen; † 6. Mai 1938 in Paris), Kaufmann

## Vereine
- Siedlergemeinschaft Autenhausen
- VfB Autenhausen
- Sportschützenverein Autenhausen
- Jagdgenossenschaft Autenhausen
- Autenhaus’ner Musikanten
- Freiwillige Feuerwehr Autenhausen